# Reggenza dell'Isola Morotai
La reggenza dell'Isola Morotai (in indonesiano: Kabupaten Pulau Morotai) è una reggenza dell'Indonesia, situata nella provincia di Maluku Settentrionale.
La reggenza corrisponde al territorio dell'isola Morotai.